# Ultra Mono
Albums de Idles
A Beautiful Thing: Idles Live at Le Bataclan
(2019) Crawler
(2021)
Ultra Mono est le troisième album studio du groupe anglais Idles, sorti le 25 septembre 2020 chez Partisan Records.
À l'instar des précédents albums du groupe, les thèmes évoqués dans les morceaux sont principalement sociaux et politiques : les classes politiques, la masculinité toxique, la santé mentale et les aspects négatifs et positifs au succès du groupe.
L'album entre directement à la 1re place du classement des ventes au Royaume-Uni, une première pour le groupe. Ultra Mono réalise dans ce pays 27 000 ventes la semaine de sa sortie, dont 15 400 exemplaires en vinyle.

## Liste des titres
| No  | Titre                   | Durée |
| --- | ----------------------- | ----- |
| 1.  | War                     | 3:07  |
| 2.  | Grounds                 | 3:08  |
| 3.  | Mr. Motivator           | 3:16  |
| 4.  | Anxiety                 | 2:59  |
| 5.  | Kill Them With Kindness | 3:49  |
| 6.  | Model Village           | 3:55  |
| 7.  | Ne Touche Pas Moi       | 2:34  |
| 8.  | Carcinogenic            | 3:50  |
| 9.  | Reigns                  | 4:02  |
| 10. | The Lover               | 3:17  |
| 11. | A Hymn                  | 5:19  |
| 12. | Danke                   | 3:34  |

## Membres
- Joe Talbot – chant principal
- Mark Bowen – guitare solo
- Lee Kiernan – guitare rhythmique
- Adam Devonshire – guitare basse, chœurs
- Jon Beavis – batterie